# Moi je joue
Clip vidéo
[vidéo] « Brigitte Bardot - Moi je joue », sur YouTube
Moi je joue est une chanson d'amour de Brigitte Bardot, des auteurs-compositeurs Gérard Bourgeois et Jean-Max Rivière, single extrait de son album B.B. (en) de 1964,, un des tubes de sa carrière.

## Histoire
Après avoir écrit et composé en particulier les tubes emblématiques de Brigitte Bardot, Sidonie (1962) et La Madrague (1963), Gérard Bourgeois et Jean-Max Rivière, écrivent et composent cette nouvelle chanson yéyé humoristique,, sur le thème des sentiments amoureux joueurs, libres et insouciants de Brigitte Bardot, alors âgée de 30 ans, star et sex-symbol mondiale de la chanson et du cinéma français depuis le film Et Dieu… créa la femme de Roger Vadim de 1956 « Moi, je joue, moi, je joue à joue contre joue, je veux jouer à joue contre vous, mais vous, le voulez-vous ? De tout cœur, je veux gagner ce cœur à cœur, vous connaissez mon jeu par cœur, alors défendez-vous !... ».
Elle reprend ce titre pour sa biographie Moi je joue de 2017 .

## Télévision
- 2008 : Miss Dior Chérie (en) de Dior, musique du spot publicitaire de Sofia Coppola[9],[10].
- 2009 : Jingle pub de Club RTL